# Руак (река)
Руак (тайск. แม่น้ำรวก) — правый приток реки Меконг.
Устье реки находится на границе Таиланда и Бирмы напротив Лаоса, в месте, известном как «Золотой треугольник». Исток реки Руак расположен в горах Дэн-Лао штата Шан (Бирма) и в точке слияния с рекой Саи образует границу между Таиландом и Бирмой в самой северной точке Таиланда. Затем река поворачивает на восток, пока не впадает в Меконг в местечке Бан-Соп-Руак, тамбон Вианг района Чиангсен провинции Чианграй. Популярна у туристов (особенно регион, известный как Золотой треугольник).